# Monterrey Challenger 1994
Il Monterrey Challenger 1994 è stato un torneo di tennis facente parte della categoria ATP Challenger Series nell'ambito dell'ATP Challenger Series 1994. Il torneo si è giocato a Monterrey in Messico dal 3 al 9 ottobre 1994 su campi in cemento.

## Vincitori

### Singolare
Sébastien Lareau ha battuto in finale  Wade McGuire con il punteggio di 7–6, 6–2

### Doppio
Daniel Nestor /  Kenny Thorne hanno battuto in finale  Mark Knowles /  Roger Smith con il punteggio di 5–7, 6–0, 7–5